# Поповиця
По́повиця (болг. Поповица) — село в Пловдивській області Болгарії. Входить до складу общини Садово.

## Населення
За даними перепису населення 2011 року у селі проживали 1476 осіб.
Національний склад населення села:
| Національність   | Кількість осіб | Відсоток |
| ---------------- | -------------- | -------- |
| болгари          | 1384           | 98,2%    |
| цигани           | 18             | 1,3%     |
| інша             | 4              | 0,3%     |
| Всього відповіли | 1409           |          |

Розподіл населення за віком у 2011 році:
Динаміка населення: